# Amarillo Civic Center
Amarillo Civic Center är en konferensanläggning i den amerikanska staden Amarillo i Texas och byggdes 1968. Anläggningen består bland annat av auditorium, inomhusarenan Cal Farley Coliseum, konferenslokaler och utställningshallar.
Ishockeylagen Amarillo Gorillas, Amarillo Rattlers, Amarillo Wranglers och Amarillo Bulls har alla haft Amarillo Civic Center som sin hemmaarena. Den används idag av Amarillo Wranglers i North American Hockey League (NAHL).